# Ashford (Connecticut)
Ashford è un comune di 4.416 abitanti degli Stati Uniti d'America, situato nella Contea di Windham nello Stato del Connecticut.